# Iperbolo
Iperbolo del demo di Peritede (in greco antico: Ὑπέρβολoς?, Hypérbolos; Atene, V secolo a.C. – Samo, 411 a.C.) è stato un politico ateniese.
Di umili origini, sostenne la fazione popolare contro quella oligarchica.
Ostracizzato nel 417 a.C., fu raggiunto e ucciso a Samo nel 411 a.C. da alcuni sicari inviati dalla fazione oligarchica, mentre era in corso il colpo di stato ad Atene.

## Biografia
Originario del demo di Peritede, Iperbolo fu uno dei primi primi politici ateniesi a non provenire da una famiglia aristocratica. Secondo la testimonianza del commediografo Aristofane era in origine un fabbricante di lampade.

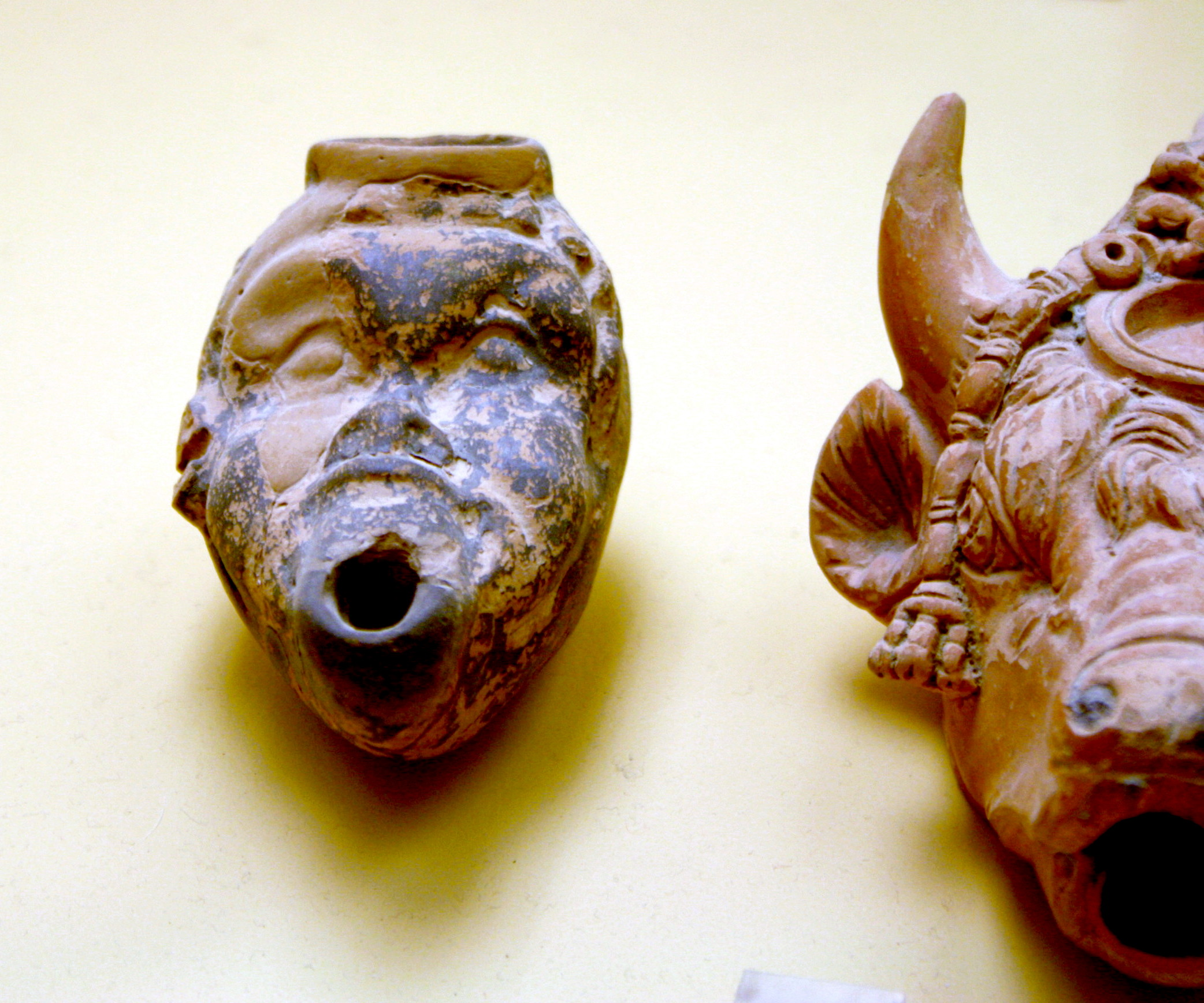
Lampade ateniesi del II secolo a.C. (Stoà di Attalo, Atene). Iperbolo era un fabbricante di lampade.

Sostenitore della fazione popolare e demagogo, è definito da Tucidide "un furfante e una vergogna per la città" (in greco antico: πονηρίαν καὶ αἰσχύνην τῆς πόλεως?), mentre Plutarco riporta che nessuno lo teneva in stima e in considerazione ma il popolo se ne serviva solo nelle occasioni in cui voleva calunniare qualche altro politico.
Plutarco testimonia che in un'occasione in cui Nicia ed Alcibiade vennero in controversia tra loro e si decise di votare con l'ostracismo per mandare in esilio uno dei due, essi si accordarono per far convergere i voti dei rispettivi sostenitori verso Iperbolo, che non era assolutamente coinvolto in quella particolare disputa politica ed in ogni caso era un politico di secondo piano. Il risultato della votazione portò a sorpresa all'esilio proprio dello stesso Iperbolo (417 a.C.).
Secondo Plutarco, quella fu l'ultima volta che ad Atene fu applicata questa procedura, visto che si era dimostrato che era stata svuotata di ogni significato. Fino a quel momento, infatti, l'ostracismo era stato applicato solo ad illustri statisti come Aristide, Temistocle e Cimone e mai a personaggi oscuri come Iperbolo, che infatti si vantava che era stato applicato un tale provvedimento contro di lui.
Iperbolo andò in esilio nell'isola di Samo, colonia ateniese, dove fu ucciso dai sostenitori della fazione oligarchica nel 411 a.C., mentre mettevano in atto il colpo di Stato che avrebbe portato all'instaurazione della Boulé dei Quattrocento.